# Lachlan Watson
Lachlan Watson (Raleigh, Carolina del Norte; 19 de abril de 2001) es una persona profesional de la actuación. Al debutar en Netflix como parte del elenco de la serie Chilling Adventures of Sabrina, Watson es una de las personas no binarias más jóvenes en Hollywood.

## Primeros años
Nació y creció en Raleigh, Carolina del Norte. Recibió su diploma de la secundaria a través de un programa de educación en casa en el 2018.

## Carrera
Watson empezó a actuar desde su infancia en el Teatro Burning Coal, donde trabajaba su madre. Se convirtió en un personaje activo en el mundo del teatro de Triángulo y consiguió actuaciones menores en los espectáculos televisivos Nashville y Drop Dead Diva. En el 2015, actuó en la producción del Raleigh Little Theatre de la obra de William Shakespeare, Mucho ruido y pocas nueces.
En el 2016, Watson consiguió un personaje recurrente en la serie original de Netflix Chilling Adventures of Sabrina después de una audición que se realizó a nivel nacional, para la cual envió una audición en video. En dicha serie, interpreta a Susie. Watson declaró que utilizaron su experiencia personal para crear el personaje y para influir la manera en la que la línea de historia del personaje está escrita para resonar con los espectadores genderqueer. Durante el tiempo de su debut en Chilling Adventures of Sabrina, Watson era una de las personas profesionales más jóvenes de Hollywood identificándose como género no binario. En la segunda mitad de la primera temporada, el personaje de Watson aparece como un hombre transgénero y cambia su nombre de Susie a Theo.
Actualmente, Watson participa en la segunda temporada de la serie de Chucky interpretando a los gemelos hijos de Chucky: Glen y Glenda, ambos de género no binario.

## Vida personal
Watson se identifica como genderqueer y pansexual y utiliza pronombres neutros. También se ha declarado feminista.
En noviembre del 2018, Watson apareció en un especial de Netflix titulado What I Wish You Knew: About Being Nonbinary, donde se habló sobre la identidad de género con otras celebridades no binarias, como Jacob Tobia, Liv Hewson, y Shiva Raichandani.